# Миколай Тенчинський
Миколай Тенчинський гербу Топур (Топор, Сокира; пол. Mikołaj Tęczyński, пом. 1497) — польський шляхтич, військовик, державний діяч часу Королівства Яґеллонів.

## Життєпис

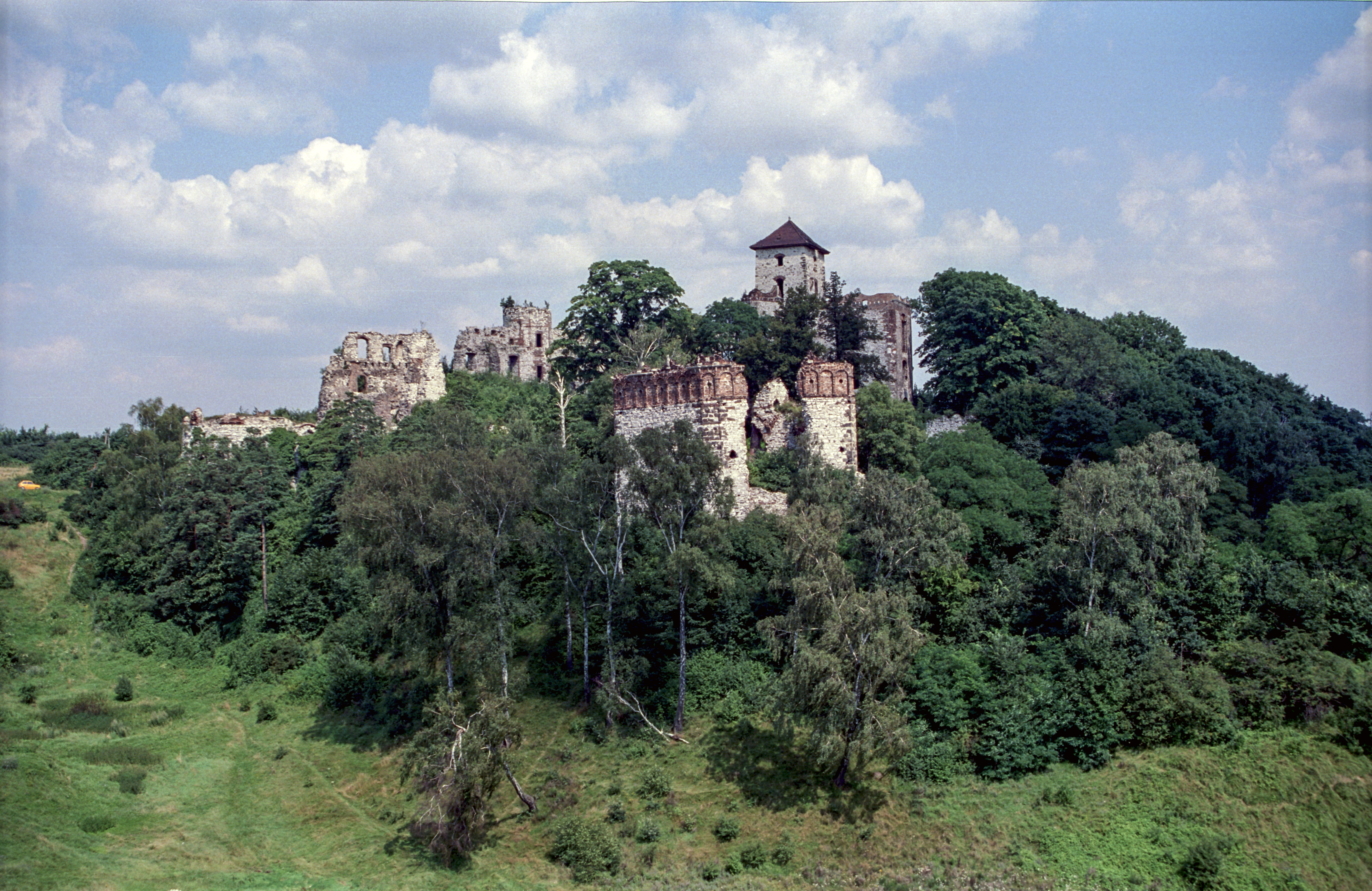
Замок Тенчин

Син воєводи сандомирського, краківського Яна Тенчинського та Барбари (ймовірно, Домбровської).
Посади: краківський мечник 1490 р.,  белзькийвоєвода в 1495—1496 роках, воєвода та староста руський (львівський) у 1497 році. Марцін Бєльський твердив про його загибель із братом Ґабрієлем із Моравиці в поході короля Яна Ольбрахта на Буковині у 1497 році.
Був одружений з Олександрою (Александрою) з Хожова (донькою віленського воєводи Олехна з Хожова). Діти:
- Анна — дружина Міколая Шидловецького
- Ян — дипломат, державний діяч, магнат, воєвода белзький, подільський, руський, староста белзький, холмський, красноставський, ратненський
- Станіслав — староста любомльський, обидва сини не мали в шлюбах нащадків
- Ядвіґа — дружина  Пйотра Опалінського
- Барбара — дружина великого гетьмана коронного Яна Амора Тарновського.[1]